# Adrián Beltré
Adrián Beltré Pérez (geboren 7. April 1979 in Santo Domingo) ist ein ehemaliger Baseballspieler. Er stammt aus der Dominikanischen Republik und spielte 21 Jahre in der Major League Baseball (MLB) auf der Position des Third Basemans, zuletzt für die Texas Rangers. Er machte sein MLB-Debüt am 24. Juni 1998 mit 19 Jahren für die Los Angeles Dodgers, außerdem spielte er für die Seattle Mariners und Boston Red Sox.
Er ist einer der wenigen Spieler, die es in den 3.000 Hits Club geschafft haben. Im November 2018 gab er seinen Rücktritt bekannt. Er nahm viermal am MLB All-Star Game teil und gewann viermal den Silver Slugger Award und fünfmal den Gold Glove Award.